# Драфт НБА 1976
Драфт НБА 1976 року відбувся 8 червня 1976. 22 команди Національної баскетбольної асоціації (НБА) по черзі вибирали найкращих випускників коледжів, а також інших кандидатів, офіційно зареєстрованих для участі в драфті, зокрема іноземців. Перші два права вибору належали командам, які посіли останні місця у своїх конференціях, а їхній порядок визначало підкидання монети. Атланта Гокс виграли підкидання монети і отримали перший загальний драфт-пік, а Чикаго Буллз, - другий. Потім перед драфтом Гокс обміняли своє право першого вибору в Х'юстон Рокетс. Решту драфт-піків першого раунду команди дістали у зворотньому порядку до їхнього співвідношення перемог до поразок у сезоні 1975–1976. Нью-Йорк Нікс позбавили їхнього вибору в першому раунді через незаконне підписання Джорджа Макгінніса, чиїми правами володіла Філадельфія Севенті-Сіксерс. Севенті Сіксерс, Голден-Стейт Ворріорс і Баффало Брейвз також позбавили їхніх виборів у другому, третьому і четвертому раундах відповідно через їх участь у драфті розподілення 1975 гравців Американської баскетбольної асоціації (АБА), які до того ніколи не брали участі в драфті НБА. Гравець, який завершував четвертий рік у коледжі отримував право на участь у драфті. Перед драфтом 26 гравців, які завершили менш як чотири роки навчання, оголосили такими, що можуть бути вибрані на драфті за правилом "hardship". 13 серед них знялись перед драфтом. Ці гравці подали заяви і надали докази свого важкого фінансового становища, що дало їм право заробляти собі гроші, розпочавши професійну кар'єру раніше.  Драфт складався з 10-ти раундів, на яких вибирали 173 гравців. 8 серпня 1976 відбувся також драфт роподілення для гравців АБА з команд Кентуккі Колонелз і Спірітс ов Сент-Луїс, яких не було приєднано в процесі злиття цієї ліги з НБА.

## Нотатки щодо виборів на драфті і кар'єр деяких гравців
Х'юстон Рокетс під першим загальним номером вибрали Джона Лукаса з Університету Меріленду. Баффало Брейвз під шостим загальним номером вибрали Едріана Дентлі з Університету Нотр-Дам. У свій перший сезон він виграв звання новачка року. Чотирьох гравців з цього драфту, серед яких Дентлі, 8-й вибір Роберт Періш, 23-й вибір Алекс Інгшліш і 29-й драфт-пік Денніс Джонсон, ввели в Залу слави. Періш також внесли до списку 50 найвизначніших гравців в історії НБА, оголошеного 1996 року, до 50-ї річниці НБА. Dantley was selectod to two All-NBA Teams and six All-Star Games. У 1980-х роках Періш тричі ставав чемпіоном НБА в складі Бостон Селтікс. Згодом у сезоні 1996-1997 він додав ще одне чемпіонство в складі Чикаго Буллз. Серед інших його досягнень два потрапляння до складу Збірної всіх зірок і дев'ять - на Матч всіх зірок.

## Key
| Поз.    | G        | F       | C         |
| Позиція | Захисник | Форвард | Центрович |

| ^ | Позначає гравців, обраних у Баскетбольну залу слави Нейсміта                                                        |
| * | Позначає гравців, які взяли участь принаймні в одній грі матчу всіх зірок НБА і потрапили до Збірної всіх зірок НБА |
| + | Позначає гравців, які взяли участь принаймні в одній грі матчу всіх зірок НБА                                       |
| # | Позначає гравців, які жодного разу не грали в регулярному сезоні НБА або плей-оф                                    |

## Драфт

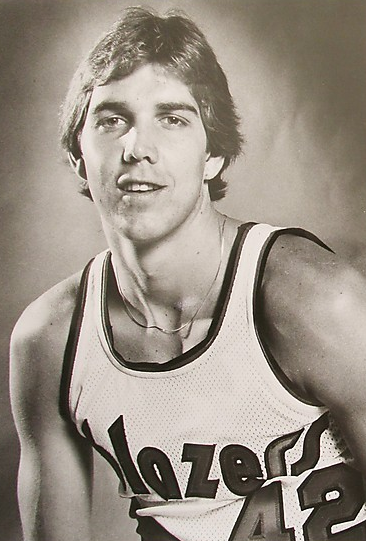
Портленд Трейл-Блейзерс вибрали Воллі Вокера під п'ятим загальним номером.

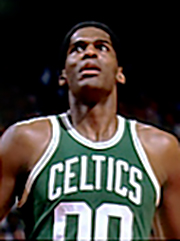
Голден-Стейт Ворріорс вибрали Роберта Періша під восьмим загальним номером.

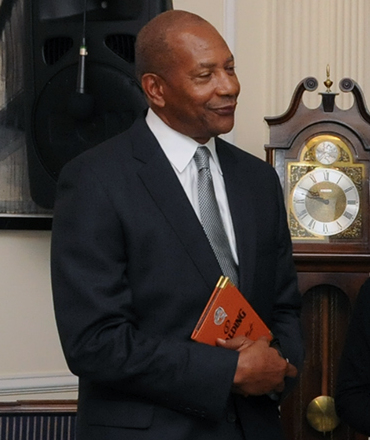
Мілвокі Бакс вибрали Алекса Інгліша (ліворуч) під 23-м загальним номером.

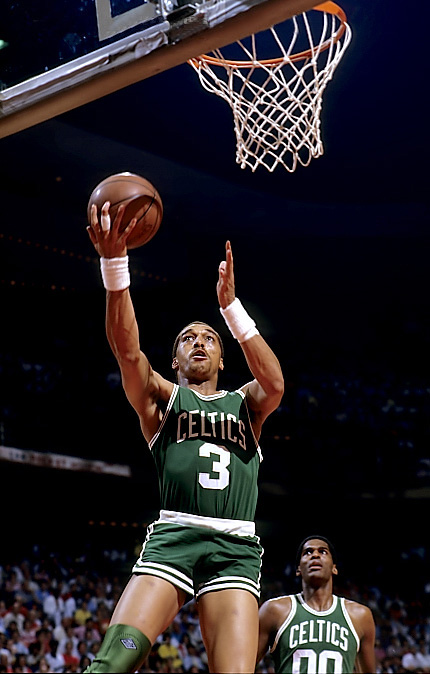
Сіетл Суперсонікс вибрали Денніса Джонсона під 29-м загальним номером.

| Раунд | Вибір | Гравець          | Поз. | Громадянство | Команда НБА                                                   | Коледж/Клуб              |
| ----- | ----- | ---------------- | ---- | ------------ | ------------------------------------------------------------- | ------------------------ |
| 1     | 1     | Джон Лукас       | G    | США          | Х'юстон Рокетс (від Атланта)[a]                               | Меріленд (Ср.)           |
| 1     | 2     | Скотт Мей        | F    | США          | Чикаго Буллз                                                  | Індіана (Ср.)            |
| 1     | 3     | Річард Вашингтон | F/C  | США          | Канзас-Сіті Кінґс                                             | УКЛА (Дж.)               |
| 1     | 4     | Ліон Даглас      | F/C  | США          | Детройт Пістонс                                               | Алабама (Ср.)            |
| 1     | 5     | Воллі Вокер      | F    | США          | Портленд Трейл-Блейзерс                                       | Вірджинія (Ср.)          |
| 1     | 6     | Едріан Дентлі^   | G/F  | США          | Баффало Брейвз (від Нью-Орлінс через Фінікс)[b]               | Нотр-Дам (Дж.)           |
| 1     | 7     | Квінн Бакнер     | G    | США          | Мілвокі Бакс                                                  | Індіана (Ср.)            |
| 1     | 8     | Роберт Періш^    | C    | США          | Голден-Стейт Ворріорс (від Лос-Анджелес)[c]                   | Сентенері (Ср.)          |
| 1     | 9     | Армонд Гілл      | G    | США          | Атланта Гокс (від Х'юстон)[a]                                 | Принстон(Ср.)            |
| 1     | 10    | Рон Лі           | G    | США          | Фінікс Санз                                                   | Орегон (Ср.)             |
| 1     | 11    | Боб Вілкерсон    | G/F  | США          | Сіетл Суперсонікс                                             | Індіана (Ср.)            |
| 1     | 12    | Террі Ферлоу     | G/F  | США          | Філадельфія Севенті-Сіксерс                                   | Мічиган Стейт (Ср.)      |
| 1     | 13    | Мітч Купчак      | F/C  | США          | Вашингтон Буллетс (від Баффало)[d]                            | Північна Кароліна (Ср.)  |
| 1     | 14    | Ларрі Райт       | G    | США          | Вашингтон Буллетс                                             | Гремблінг Стейт (Дж.)    |
| 1     | 15    | Чакі Вільямс     | G    | США          | Клівленд Кавальєрс                                            | Канзас Стейт (Ср.)       |
| 1     | 16    | Норм Кук         | F    | США          | Бостон Селтікс                                                | Канзас (Дж.)             |
| 1     | 17    | Сонні Паркер     | G/F  | США          | Голден-Стейт Ворріорс                                         | Texas A&M (Ср.)          |
| 2     | 18    | Віллі Сміт       | G    | США          | Чикаго Буллз                                                  | Міссурі (Ср.)            |
| 2     | 19    | Баярд Форрест    | C    | США          | Сіетл Суперсонікс (від Атланта через Мілвокі)[e]              | Гранд-Каньйон (Ср.)      |
| 2     | 20    | Мейджор Джонс    | F    | США          | Портленд Трейл-Блейзерс (від Канзас-Сіті через Нью-Орлінс)[f] | Albany State (Ср.)       |
| 2     | 21    | Ерл Тейтум       | G/F  | США          | Лос-Анджелес Лейкерс (від Детройт через Фінікс)[g]            | Маркетт (Ср.)            |
| 2     | 22    | Джонні Девіс     | G    | США          | Портленд Трейл-Блейзерс                                       | Дейтон (Дж.)             |
| 2     | 23    | Алекс Інгліш^    | F    | США          | Мілвокі Бакс (від Нью-Орлінс через Атланта)[e]                | Південна Кароліна (Ср.)  |
| 2     | 24    | Скотт Ллойд      | F/C  | США          | Мілвокі Бакс                                                  | Аризона Стейт (Ср.)      |
| 2     | 25    | Лонні Шелтон+    | F/C  | США          | Нью-Йорк Нікс                                                 | Орегон Стейт (Дж.)       |
| 2     | 26    | Джекі Дорсі      | F    | США          | Нью-Орлінс Джаз (від Лос-Анджелес через Фінікс і Портленд)[h] | Джорджия (Соф.)          |
| 2     | 27    | Філ Гікс         | F    | США          | Х'юстон Рокетс                                                | Талені (Ср.)             |
| 2     | 28    | Боб Каррінгтон   | G/F  | США          | Атланта Гокс (від Фінікс)[i]                                  | Бостонський коледж (Ср.) |
| 2     | 29    | Денніс Джонсон^  | G    | США          | Сіетл Суперсонікс                                             | Пеппердайн (Ср.)         |
| 2     | 30    | Ел Флемінг       | F    | США          | Фінікс Санз (від Баффало)[j]                                  | Аризона (Ср.)            |
| 2     | 31    | Джо Пейс         | C    | США          | Вашингтон Буллетс                                             | Coppin State (Ср.)       |
| 2     | 32    | Мо Говард        | G    | США          | Клівленд Кавальєрс                                            | Меріленд (Ср.)           |
| 2     | 33    | Бутч Фехер       | G    | США          | Фінікс Санз (від Бостон)[k]                                   | Вандербілт (Ср.)         |
| 2     | 34    | Маршалл Роджерс  | G    | США          | Голден-Стейт Ворріорс                                         | Pan American (Ср.)       |

## Інші вибори
Цих гравців на драфті НБА 1976 вибрали після другого раунду, але вони зіграли в НБА принаймні одну гру.
| Раунд | Вибір | Гравець                                      | Поз. | Громадянство | Команда НБА                       | Коледж/Клуб              |
| ----- | ----- | -------------------------------------------- | ---- | ------------ | --------------------------------- | ------------------------ |
| 3     | 37    | Ларс Гансен                                  | C    | Канада1[›]   | Чикаго Буллз (від Канзас-Сіті)[l] | Вашингтон (Ср.)          |
| 3     | 38    | Філ Селлерс                                  | G/F  | США          | Детройт Пістонс                   | Ратгерс (Ср.)            |
| 3     | 40    | Ллойд Волтон                                 | G    | США          | Мілвокі Бакс                      | Маркетт (Ср.)            |
| 3     | 43    | Том Абернеті                                 | F    | США          | Лос-Анджелес Лейкерс              | Індіана (Ср.)            |
| 3     | 45    | Айра Террелл                                 | F/C  | США          | Фінікс Санз                       | СМУ (Ср.)                |
| 3     | 50    | Гарі Коул (змінив ім'я на Абдул Джілані)2[›] | F/C  | США          | Клівленд Кавальєрс                | Wisconsin–Parkside (Ср.) |
| 4     | 52    | Кіт Старр                                    | G/F  | США          | Чикаго Буллз                      | Піттсбург (Ср.)          |
| 4     | 53    | Том Баркер                                   | F/C  | США          | Атланта Гокс                      | Гаваї (Ср.)              |
| 4     | 60    | Веймен Брітт                                 | G    | США          | Лос-Анджелес Лейкерс              | Мічиган (Ср.)            |
| 5     | 70    | Рон Девіс                                    | G/F  | США          | Атланта Гокс                      | Вашингтон Стейт (Ср.)    |
| 5     | 74    | Пол Гріффін                                  | F/C  | США          | Нью-Орлінс Джаз                   | Західний Мічиган (Ср.)   |
| 5     | 84    | Едмунд Лоренс                                | C    | США          | Клівленд Кавальєрс                | Макніз Стейт (Ср.)       |
| 6     | 89    | Андре Маккартер                              | G    | США          | Канзас-Сіті Кінґс                 | УКЛА (Ср.)               |
| 6     | 99    | Майк Данліві (старший)                       | G    | США          | Філадельфія Севенті-Сіксерс       | Південна Кароліна (Ср.)  |
| 6     | 103   | Арт Коллінс                                  | G    | США          | Бостон Селтікс                    | Biscayne (Ср.)           |
| 7     | 111   | Енді Вокер                                   | G    | США          | Нью-Орлінс Джаз                   | Ніагара (Ср.)            |
| 7     | 117   | Філ Вокер                                    | G    | США          | Філадельфія Севенті-Сіксерс       | Millersville (Ср.)       |
| 7     | 121   | Ральф Дроллінгер                             | C    | США          | Бостон Селтікс                    | УКЛА (Ср.)               |
| 8     | 134   | Нортон Барнгілл                              | G    | США          | Сіетл Суперсонікс                 | Вашингтон Стейт (Ср.)    |
| 10    | 162   | Маркос Лейте#                                | C    | Бразилія     | Портленд Трейл-Блейзерс           | Пеппердайн (Ср.)         |

## Обміни
- a 1 2  7 червня 1976, Х'юстон Рокетс придбав Двайта Джонса і цей перший драфт-пік від Атланта Гокс в обмін на Гаса Бейлі, Джо Мерівезера і дев'ятий драфт-пік.[13] Рокетс використали цей драфт-пік, щоб вибрати Джона Лукаса. Гокс використали цей драфт-пік, щоб вибрати Армонда Гілла.
- b  29 травня 1975, Баффало Брейвз придбали драфт-пік першого раунду від Фінікс Санз в обмін на драфт-пік першого раунду 1975 року.[14] Перед тим Санз придбали Денніса Отрі, Нейта Готорна, Кертіса Перрі і драфт-пік 16 вересня 1974, від Нью-Орлінс Джаз в обмін на Ніла Вока і драфт-пік другого раунду 1975 року.[15] Брейвз використали цей драфт-пік, щоб вибрати Едріана Дентлі.
- c  6 вересня 1974, Голден-Стейт Ворріорс придбав драфт-пік першого раунду від Лос-Анджелес Лейкерс як компенсацію за підписання Каззі Расселла як вільного агента.[16] Ворріорз використали цей драфт-пік, щоб вибрати Роберта Періша.
- d  30 липня 1975, Вашингтон Буллетс придбав драфт-пік першого раунду від Баффало Брейвз в обмін на Діка Гіббса.[17] Буллетс використали цей драфт-пік, щоб вибрати Мітча Купчака.
- e 1 2  22 жовтня 1975, Сіетл Суперсонікс придбали драфт-пік другого раунду від Мілвокі Бакс в обмін на Джима Фокса.[18] Перед тим Бакс придбали два драфт-піки другого раунду 1976 року 5 червня 1975, від Атланта Гокс як компенсацію коли Гокс незаконно підписали Джуліуса Ервінга.[3][19] Перед тим Гокс придбали Боба Кауффмана, Діна Мемінгера, драфт-піки першого раунду 1974 і 1975 років, драфт-піки в другому раунді 1975 і 1976 років, і драфт-пік третього раунду 1980 року 20 травня 1974, від Нью-Орлінс Джаз в обмін на Піта Маравіча.[20] Сонікс використали цей драфт-пік, щоб вибрати Баярда Форреста. Бакс використали цей драфт-пік, щоб вибрати Алекса Інгліша.
- f  16 вересня 1974, Портленд Трейл-Блейзерс придбав Баррі Клеменса і майбутню компенсацію (Блейзерс придбали цей драфт-пік і драфт-пік другого раунду 25 травня 1976) від Нью-Орлінс Джаз в обмін на Ріка Роберсона.[21][22] Перед тим Джаз придбали Рона Бегагена драфт-пік 28 травня 1975, від Канзас-Сіті Кінґс в обмін на драфт-пік першого раунду 1975 року.[23] Блейзерс використали цей драфт-пік, щоб вибрати Мейджора Джонса.
- g  3 листопада 1975, Лос-Анджелес Лейкерс придбали Джона Роша і драфт-пік другого раунду від Фінікс Санз в обмін на Пета Райлі.[24] Перед тим Санз придбали драфт-пік 30 вересня 1975, від Детройт Пістонс в обмін на Ерла Вільямса.[25] Лейкерс використали цей драфт-пік, щоб вибрати Ерла Тейтума.
- h  3 червня 1976, Нью-Орлінс Джаз придбали драфт-пік другого раунду 1976 року від Портленд Трейл-Блейзерс в обмін на драфт-пік другого раунду 1977 року.[26] Перед тим Блейзерс придбали драфт-пік 9 червня 1975, від Фінікс Санз в обмін на Філа Лампкіна.[27] Перед тим Санз придбали цей драфт-пік і драфт-пік третього раунду 1977 року 27 листопада 1974, від Лос-Анджелес Лейкерс в обмін на Коркі Калгуна.[28] Джаз використали цей драфт-пік, щоб вибрати Джекі Дорсі.
- i  8 жовтня 1973, Атланта Гокс придбали драфт-пік другого раунду 1976 року і драфт-пік третього раунду 1977 року від Фінікс Санз в обмін на Боба Крістіана.[29] Гокс використали цей драфт-пік, щоб вибрати Боба Каррінгтона.
- j  1 лютого 1976, Фінікс Санз придбали Гара Герда і драфт-пік другого раунду від Баффало Брейвз в обмін на Джона Шумейта.[30] Санз використали цей драфт-пік, щоб вибрати Ела Флемінга.
- k  23 травня 1975, Фінікс Санз придбали Пола Вестфала, драфт-піки в другому раунді 1975 і 1976 років від Бостон Селтікс в обмін на Чарлі Скотта.[31] Санз використали цей драфт-пік, щоб вибрати Бутча Фегера.
- l  8 грудня 1975, Чикаго Буллз придбали драфт-пік другого раунду 1977 року і драфт-пік третього раунду 1976 року від Канзас-Сіті Кінґс в обмін на Метта Гуокаса.[32] Буллз використали цей драфт-пік, щоб вибрати Ларса Гансена.

## Драфт розподілення АБА

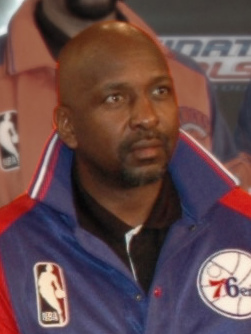
Моузес Мелоун зі Спірітс ов Сент-Луїс.

5 серпня 1976 НБА провів драфт розподілення, щоб вибрати гравців з команд Кентуккі Колонелз і Спірітс ов Сент-Луїс, франшиз Американської баскетбольної асоціації (АБА), які не взяли участі у злитті АБА і НБА. Вісімнадцяти командам НБА і чотирьом командам АБА, які приєдналися до НБА, Денвер Наггетс, Індіана Пейсерз, Нью-Йорк Нетс і Сан-Антоніо Сперс, було дозволено взяти участь у драфті. Команди вибирали в порядку, зворотньому до співвідношення їхніх перемог-поразок у сезонах НБА 1975–1976 і АБА 1975–1976. Команда, яка зробила вибір, повинна була заплатити деяку ціну за підписні права на гравця, встановлені комітетом ліги. Гроші від цього йшли на те, щоб допомогти чотирьом командам АБА виплатити деякі із своїх боргів двом закритим франшизам АБА, Колонелз і Спірітс. Команда, яка зробила вибір, повинна була взяти на себе контракт АБА. Невибрані гравці ставали вільними агентами.
Двадцять гравців з Колонелз і Спірітс виставили себе на драфті. 11 було обрано в першому раунді і 12-й у другому. 8 стали вільними агентами. Чикаго Буллз використали перший драфт-пік, щоб вибрати п'ятиразового учасника Матчу всіх зірок АБА Артіса Гілмора з підписною ціною $1,100,000. Портленд Трейл-Блейзерс використали другий драфт-пік Атланта Гокс, щоб вибрати Моріса Лукаса і Моузеса Мелоуна з підписними цінами $300,000 і $350,000 відповідно. Marvin Barnes, якого під четвертим номером вибрали Детройт Пістонс, став другим найдорожчим гравцем з підписною ціною $500,000. Кілька команд вирішили пропустити свій драфт-пік першого раунду і лише Канзас-Сіті Кінґс використали драфт-пік третього раунду. Драфт продовжився ще й до третього раунду, але інших гравців більше не вибирали.
| Раунд | Вибір | Гравець             | Поз. | Громадянство | Команда НБА                              | Комнада АБА          | Підписна ціна | Ref.   |
| ----- | ----- | ------------------- | ---- | ------------ | ---------------------------------------- | -------------------- | ------------- | ------ |
| 1     | 1     | Артіс Гілмор^       | C    | США          | Чикаго Буллз                             | Кентуккі Колонелз    | $1,100,000    | [ 36 ] |
| 1     | 2     | Моріс Лукас*        | F/C  | США          | Портленд Трейл-Блейзерс (від Атланта)[m] | Кентуккі Колонелз    | $300,000      | [ 37 ] |
| 1     | 3     | Рон Бун             | G/F  | США          | Канзас-Сіті Кінґс                        | Спірітс ов Сент-Луїс | $250,000      | [ 38 ] |
| 1     | 4     | Марвін Барнс        | F/C  | США          | Детройт Пістонс                          | Спірітс ов Сент-Луїс | $500,000      | [ 39 ] |
| 1     | 5     | Моузес Мелоун^      | F/C  | США          | Портленд Трейл-Блейзерс                  | Спірітс ов Сент-Луїс | $350,000      | [ 40 ] |
| 1     | 6     | Ренді Дентон        | C    | США          | Нью-Йорк Нікс                            | Спірітс ов Сент-Луїс | $50,000       | [ 41 ] |
| 1     | 7     | Берд Аверітт        | G    | США          | Баффало Брейвз (від Мілвокі)[n]          | Кентуккі Колонелз    | $125,000      | [ 42 ] |
| 1     | 8     | Віл Джонс           | F    | США          | Індіана Пейсерз                          | Кентуккі Колонелз    | $50,000       | [ 43 ] |
| 1     | 9     | Рон Томас#          | G/F  | США          | Х'юстон Рокетс                           | Кентуккі Колонелз    | $15,000       | [ 44 ] |
| 1     | 10    | Луї Демп'єр^        | G    | США          | Сан-Антоніо Сперс                        | Кентуккі Колонелз    | $20,000       | [ 45 ] |
| 1     | 11    | Ян ван Бреда Кольфф | G/F  | США          | Нью-Йорк Нетс                            | Кентуккі Колонелз    | $60,000       | [ 46 ] |
| 2     | 12    | Майк Барр           | G    | США          | Канзас-Сіті Кінґс                        | Спірітс ов Сент-Луїс | $15,000       | [ 47 ] |
| 9     | 152   | Флай Вільямс        | G    | США          | Філадельфія Севенті-Сіксерс              | Спірітс ов Сент-Луїс |               |        |

### Обміни
- m  У день драфту Портленд Трейл-Блейзерс придбав цей другий драфт-пік від Атланта Гокс в обмін на Джеффа Петрі і Стіва Госа.[37] Блейзерс використали цей драфт-пік, щоб вибрати Моріса Лукаса.
- n  У день драфту Баффало Брейвз придбали цей сьомий драфт-пік від Мілвокі Бакс в обмін на драфт-пік другого раунду 1977 року.[42] Брейвз використали цей драфт-пік, щоб вибрати Берда Аверітта.

## Нотатки
^ 1: Ларс Гансен народився в Данії, але виріс у Канаді і грав за збірну Канади.

^ 2: Гарі Коул пізніше змінив своє ім'я на Абдул Джілані. Він використовував його під час кар'єри в НБА.